# Ratková
Ratková je obec v okrese Revúca na Slovensku. Leží v jihovýchodní části Slovenského rudohoří. Díky dochované historické urbanistické struktuře a souboru autenticky dochované měšťanské a lidové architektury bylo centrum Ratkové v roce 1994 prohlášeno za památkovou zónu.

## Historie
První písemná zmínka o obci je z roku 1413 (Rathko), ale sídlo vzniklo pravděpodobně již polovině 13. století. V katastru obce se od poloviny 14. století vyvíjela další dvě sídla, Forovo a Proša, která ale v 15. a 16. století zanikla, zatímco Ratková se rozvinula na řemeslnické a tržní středisko. V roce 1564 se zde vyrábělo železo, k čemuž sloužily 3 pece a 4 hamry. Po turecké okupaci se rozmohla řemeslnická výroba, která se rozvíjela v rámci několika cechů: koželužníci, pláteníci, valchaři, soukeníci a jiní. V roce 1800 měla obec 310 mistrů a 116 tovaryšů. Ve 2. polovině 19. století se Ratková stala (až do roku 1919) sídlem slúžnovského okresu. Ve 20. století většina obyvatel pracovala v průmyslových závodech v Jelšavě a okolí a v zemědělství, od roku 1964 ve státním majetku v Tornaľe.
V roce 1963 byla k Ratkové přičleněna obec Repištia.

## Pamětihodnosti
- Evangelický kostel, jednolodní pozdně gotická stavba s polygonálním ukončením presbytáře a představenou věží. Pochází pravděpodobně z období let 1520 až 1540. Věž má ještě románský základ. Původní patrocinium kostela bylo sv. Mikuláše. Kostel vyhořel v roce 1692, byl rozšířen a upraven v 17. a 18. století. Kostel byl poškozen také požárem v roce 1827. Presbyterium je zaklenuto žebrovou hvězdicovou a síťovou pozdně gotickou klenbou. V interiéru se nacházejí dvě dřevěné empory na nepravidelném půdorysu. Oltář je klasicistní sloupová architektura z roku 1827, jeho autorem je pravděpodobně rimavskosobotský sochař István Ferenczy. Varhany jsou klasicistní, dílo Andrease Zimmera z roku 1842. Fasády kostela jsou členěny opěrnými pilíři, okna s lomeným obloukem mají jednoduché šambrány. Věž s gotickými okny je ukončena jednoduchou stanovou střechou.[3]
- Zvonice – barokní stavba z roku 1786. Zvonice je členěna pilastry a ukončena barokní helmicí s lucernou. Pod korunní římsou zvonice je umístěn hodinový ciferník.
- Evangelická fara, jednopodlažní bloková stavba z konce 18. století. Stavba má půdorys písmene L, upravena byla v první třetině 19. století. Fasádě fary dominuje tříosý rizalit členěný pilastry. Okna mají profilované šambrány a segmentové suprafenestry. Vstup do objektu je řešen jako tříosý portikus ukončený trojuhelníkovým štítem s tympanonem.
- Hradební zeď, obklopující areál kostela, je pozdně gotická ze 16. století.

- Soubor lidových soukenických domů – jednopodlažní tří až pětiprostorové domy na půdorysu obdélníku ve stylu lidového klasicismu. Pocházejí z 19. století. Památkově chráněné jsou domy číslo 14, 16, 164, 165 a 166.
- Obecní sýpka, jednoprostorová jednopodlažní dvouprostorová kamenná stavba z roku 1745 na půdorysu obdélníku se sedlovou střechou ve stylu lidového baroka .

## Osobnosti

### Rodáci
- Daniel Miloslav Bachát (1840–1906), evangelický kněz, senior, biskup důlního distriktu, spisovatel, básník, překladatel
- Cyril Gallay (1857–1913), básník, překladatel a pedagog
- Izabela Textorisová (1866–1949), první slovenská botanička

### Působili zde
- Pavel Šramko (1743–1813), básník
- Ladislav Bohuslav Bartholomeides (1754–1825), vědecký a vlastivědný pracovník, pedagog, historik, geograf, teolog, evangelický kněz, osvícenec, národní buditel, učitel
- Ladislav Farkaš (1927–2016), herec a režisér